# パグウォッシュ会議
パグウォッシュ会議（パグウォッシュかいぎ、Pugwash Conferences）、正式には科学と世界の諸問題に関するパグウォッシュ会議（かがくとせかいのしょもんだいにかんするパグウォッシュかいぎ、Pugwash Conferences on Science and World Affairs）は、全ての核兵器およびすべての戦争の廃絶を訴える科学者による国際会議である。「2007年-2012年」期の会長は、スリランカの外交官ジャヤンタ・ダナパラ。
バートランド・ラッセルとアルベルト・アインシュタインによるラッセル＝アインシュタイン宣言での呼びかけを受け、11人の著名な科学者によって創設された。

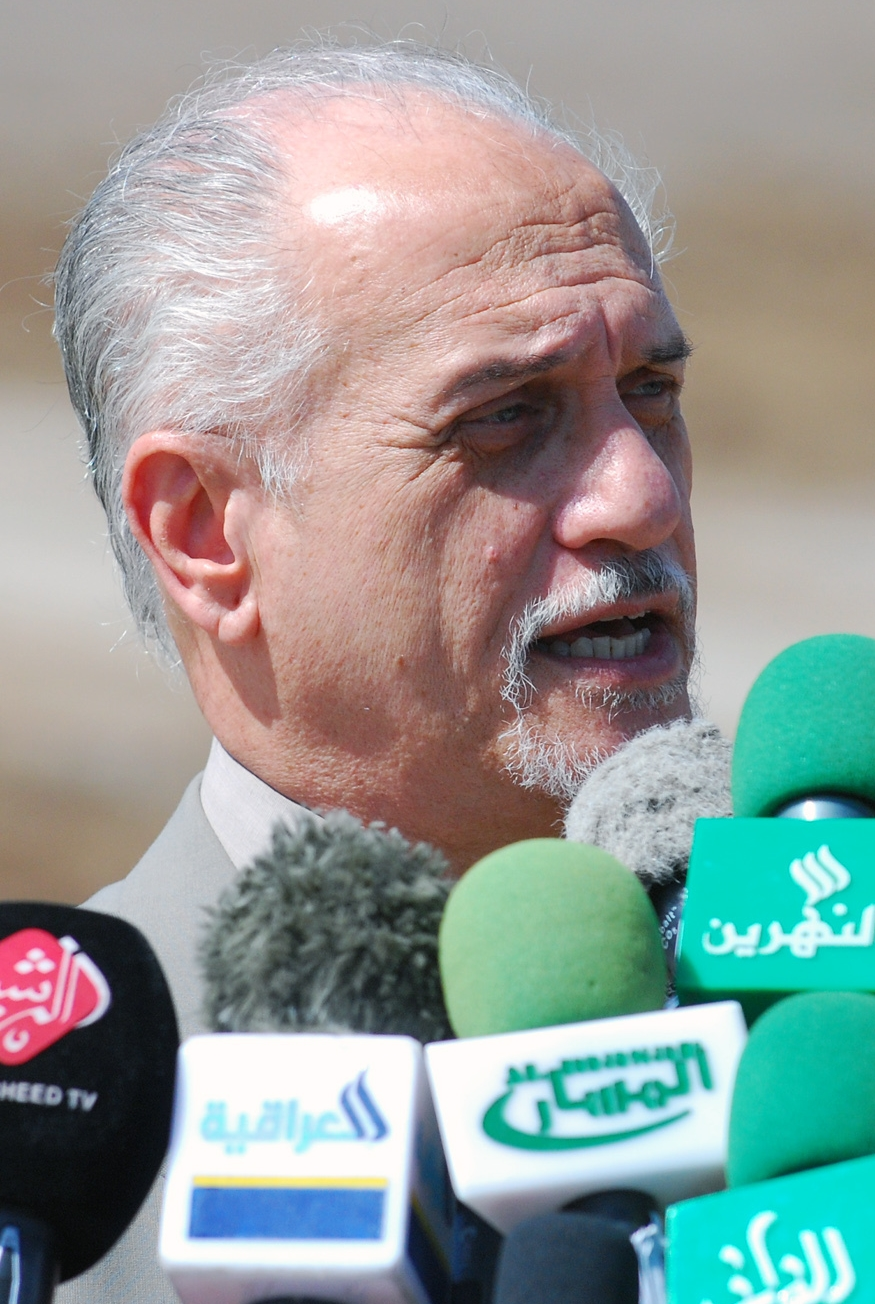
フセイン・アル・シャフリスターニ(2009年撮影)

2024年、それまで7年間会長を務めたセルジオ・デ・ケイロス・ドゥアルテの退任に伴い、フセイン・アル・シャフリスターニが会長(President)に就任した。

## 来歴
1957年7月7日、カナダ・ノバスコシア州パグウォッシュにある鉄道王サイラス・スティーブン・イートンの別荘に、湯川秀樹、朝永振一郎、小川岩雄、マックス・ボルン、フレデリック・ジョリオ＝キュリーら10カ国22人の科学者たちが集まって第1回の会議が開かれた。会議においてはすべての核兵器は絶対悪であるとされた。
しかし第2回会議以降、核兵器に対する評価は変化し、核兵器廃絶を訴えるラッセルらと、核兵器との共生を求めるレオ・シラードらとの対立が鮮明化し始めた（シラードは核抑止論側に立った）。核抑止論が会議に定着し始め、1964年第12回会議において、最小限抑止の原則は全面軍縮に至る最も有用な道であるとされた。
1958年9月20日、ウィーンで開かれた第3回パグウォッシュ会議で、ウィーン宣言が採択された。
1961年のソ連の水爆実験再開に抗議する湯川・朝永・坂田声明は、署名者の一人だったジョセフ・ロートブラットによって握りつぶされた。
これらを契機に1962年、日本版のパグウォッシュ会議ともいえる科学者京都会議が湯川主宰により開催された。
1975年、湯川は第25回パグウォッシュシンポジウム「完全核軍縮の新構想」を主催した。湯川は、核兵器によって安全を守ろうという考えがいかに間違っているかを訴えた。そして、最終の目標はすべての国の安全がそれぞれの国の軍備を必要とすることなしに保障されるような、世界システムを樹立することであると述べた。
1981年6月に京都で第4回科学者京都会議が開催された。
1990年第40回会議（ロンドン）は日本船舶振興会、創価学会の寄付を受けた。後に明らかになったことであるが、ソビエトは欧米の反戦運動に工作員を送り込んでおり、パグウォッシュ会議においてもソ連に関する批判は抑制あるいは握りつぶされるとともにアメリカおよび西側の批判が拡張されるという事態になっていた。アメリカにおけるソビエト誘導の反戦活動の拠点となっていたのは米国平和委員会（US Peace Council）であり、アメリカ議会の諜報委員会においてこの組織と関係の深かった組織としてパグウォッシュ会議の名前が挙げられている。
1995年にはノーベル平和賞を受賞している。1995年の広島における会議は原発関係者の大口寄付を受けた。
2024年10月1日の朝日新聞によれば、パグウォッシュ会議の第63回世界大会が、2025年11月1～5日に広島市で開かれる。日本開催は4回目で、広島開催は20年ぶり。共催する日本パグウォッシュ会議によると、約40カ国約200人の参加を見込む。講演や討論、被爆者らとの対話などを想定し、「広島宣言」として提言の取りまとめをめざす。一部は一般公開する。

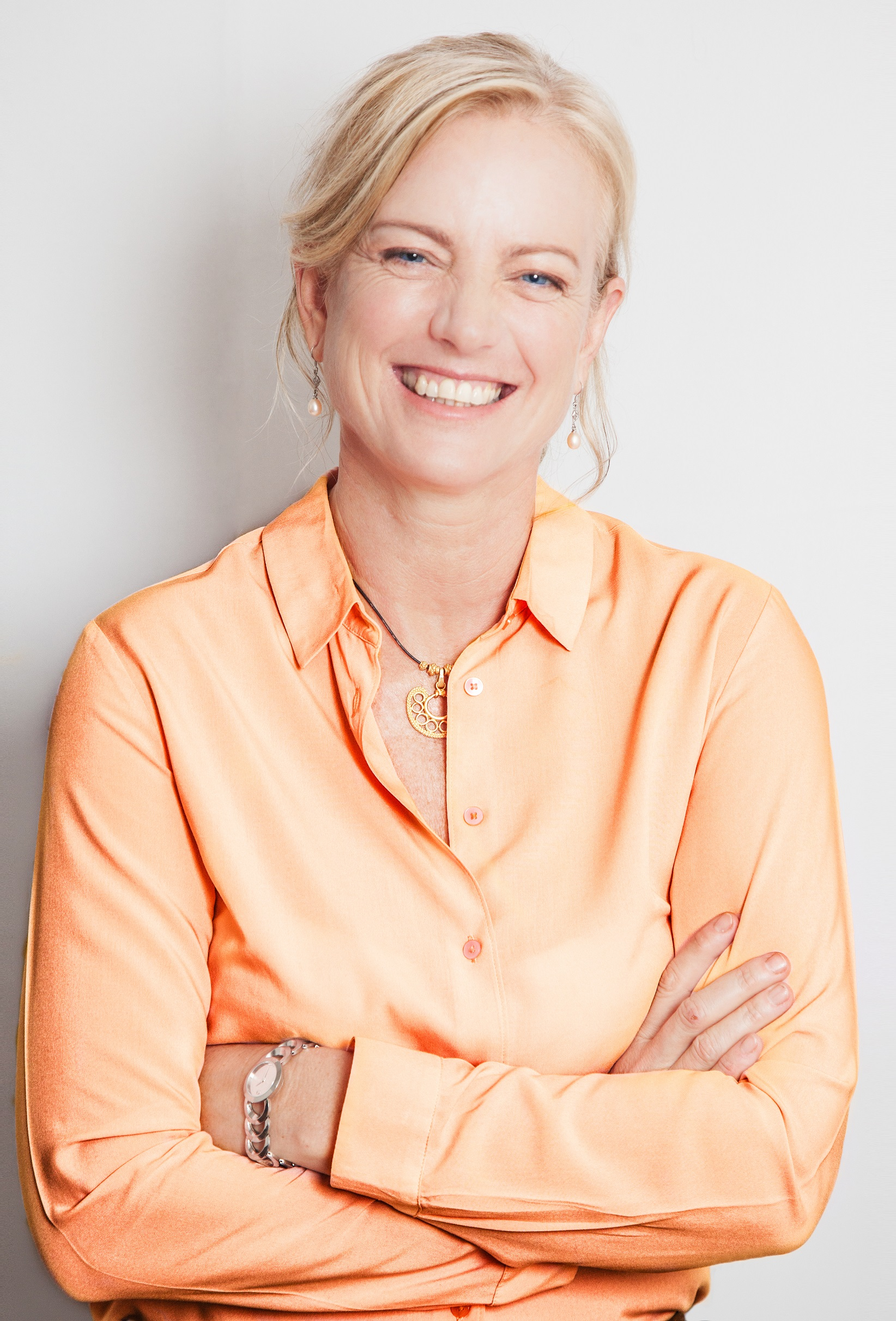
カレン・ホールバーグ(Karen Hallberg)　2019年撮影。

2025年、パグウォッシュ会議の事務総長(Secretary General)にアルゼンチンのバルセイロ研究所の女性物理学教授であるカレン・ホールバーグ が選出された。彼女は、アルゼンチンの国立原子力機関および国立研究評議会のバリローチェ原子力センターの主任研究員でもある。

## 第63回　パグウォッシュ会議
第63回「パグウォッシュ会議」が広島市にある広島国際会議場で2025年11月1日から11月5日まで開催される。テーマは「被爆80年－核なき世界と戦争の廃絶をめざして」である。日本では４回目となる世界大会である。
日本開催の第1回目は、1995年7月23～29日　第45回パグウォッシュ会議である。広島国際会議場にて開催された。
日本開催の第2回目は、2005年7月23～27日　第55回パグウォッシュ会議年次大会である。「ヒロシマ・ナガサキから60年」として広島国際会議場にて開催された。
日本開催の第3回目は、2015年11月1～5日　第61回パグウォッシュ会議世界大会である。「Nagasaki’s Voice: Remember Your Humanity」として長崎市やすらぎ伊王島にて開催された。「ノーベル平和賞」レプリカメダルを長崎市、広島市に寄贈した。
2025年2月、「パグウォッシュ会議」の執行委員会委員長に、長崎大学 核兵器廃絶研究センター（RECNA）教授の鈴木達治郎（73）が就任したことが公表された。

## 過去の会議
初期のころのパグウォッシュ会議の開催地と会期は以下のようである。
|        | 開催地                                              | 会期                        |
| ------ | --------------------------------------------------- | --------------------------- |
| 第1回  | カナダ、ノバ・スコシア州パグウォッシュ              | 1957年7月7–10日             |
| 第2回  | カナダ、ケベック州ラック＝ボーポール (Lac-Beauport) | 1958年3月31日–4月11日       |
| 第3回  | オーストリア、キッツビュールおよびウィーン          | 1958年9月14–20日            |
| 第4回  | オーストリア、バーデン                              | 1959年6月25日–7月4日        |
| 第5回  | カナダ、ノバ・スコシア州パグウォッシュ              | 1959年8月24–29日            |
| 第6回  | ソ連、モスクワ                                      | 1960年11月27日–12月5日      |
| 第7回  | アメリカ、ヴァーモント州ストウ (Stowe)              | 1961年9月5–9日              |
| 第8回  | アメリカ、ヴァーモント州ストウ                      | 1961年9月11–16日            |
| 第9回  | イギリス、ケンブリッジ                              | 1962年8月25–30日            |
| 第10回 | イギリス、ロンドン                                  | 1962年9月3–7日              |
| 第11回 | ユーゴスラビア、ドゥブロヴニク                      | 1963年9月20–25日            |
| 第12回 | インド、ウダイプル                                  | 1964年1月27日–2月1日        |
| 第13回 | チェコスロヴァキア、カルロヴィ・ヴァリ              | 1964年9月13–19日            |
| 第14回 | イタリア、ヴェネツィア                              | 1965年4月11–16日            |
| 第15回 | エチオピア、アディス・アベバ                        | 1965年12月29日–1966年1月3日 |
| 第16回 | ポーランド、ソポト                                  | 1966年9月11–16日            |
| 第17回 | スウェーデン、ロンネビュー (Ronneby)                | 1967年9月3–8日              |
| 第18回 | フランス、ニース                                    | 1968年9月11–16日            |
| 第19回 | ソ連、ソチ                                          | 1969年10月22–27日           |
| 第20回 | アメリカ、ウィスコンシン州フォンタナ (Fontana)      | 1970年9月9–15日             |
| 第21回 | ルーマニア、シナヤ                                  | 1971年8月26–31日            |